# Свеженское сельское поселение
Свеженское се́льское поселе́ние — упразднённое муниципальное образование в Зубово-Полянском районе Мордовии Российской Федерации.
Административный центр — посёлок станции Свеженькая.

## История
Статус и границы сельского поселения установлены Законом Республики Мордовия от 7 февраля 2005 года № 12-З «Об установлении границ муниципальных образований Зубово-Полянского муниципального района, Зубово-Полянского муниципального района и наделении их статусом сельского поселения, городского поселения и муниципального района».
Законом от 17 мая 2018 года N 40-З Известковское и Свеженское сельские поселения и сельсоветы были упразднены, а входившие в их состав населённые пункты (посёлок Известь и посёлок станции Свеженькая) были включены в состав Вышинского сельского поселения и сельсовета с административным центром в селе Выша.

## Население
| 2002 | 2010 | 2012 | 2013 | 2014 | 2015 | 2016 |
| ---- | ---- | ---- | ---- | ---- | ---- | ---- |
| 292  | ↘201 | ↘191 | ↘177 | ↘162 | ↘155 | ↘139 |
| 2017 | 2018 |      |      |      |      |      |
| ↘132 | →132 |      |      |      |      |      |

## Состав сельского поселения
| № | Населённый пункт | Тип населённого пункта | Население |
| - | ---------------- | ---------------------- | --------- |
| 1 | Свеженькая       | посёлок станции        | →132      |